# Derek Kevan
Derek Tennyson Kevan (Ripon, 6 de março de 1935 - 4 de janeiro de 2013) foi um futebolista inglês que atuava como atacante.

## Carreira
Derek Kevan fez parte do elenco da Seleção Inglesa que disputou a Copa do Mundo de 1958 e 1962.

## Ligações Externas
- Perfil em FIFA.com (em inglês)